# Lamproglena semilabecola
Lamproglena semilabecola is een eenoogkreeftjessoort uit de familie van de Lernaeidae. De wetenschappelijke naam van de soort is voor het eerst geldig gepubliceerd in 1997 door Liu & Wang.